# L'Appel de Cthulhu (jeu de cartes)
Pour les articles homonymes, voir L'Appel de Cthulhu (homonymie).
L’Appel de Cthulhu est un jeu de cartes évolutif dans l’univers du mythe de Cthulhu, basé sur les écrits de l’écrivain H. P. Lovecraft et le jeu de rôle de même nom édité par Chaosium.
Ce jeu est produit et distribué en version anglaise par Fantasy Flight Games depuis 2004. Initialement un jeu de cartes à collectionner, L’Appel de Cthulhu passe au format « évolutif » à partir de 2008 : les règles restent inchangées, mais les cartes sont désormais proposées dans des boîtes ou paquets de composition invariable. En septembre 2015, la parution du jeu est arrêtée.

## Le jeu

### Les factions
Il existe huit factions dans le jeu de cartes L’Appel de Cthulhu, ainsi que des cartes « neutres » (de couleur grise) qui n’appartiennent à aucune faction.
L’AgenceLes cartes de cette faction ont un fond bleu et un badge pour symbole.
L’université de MiskatonicLes cartes de cette faction ont un fond or et un parchemin pour symbole.
Le SyndicatCette faction « investigateur » représente les éléments « souterrains » de la société humaine, comprenant des truands, des tueurs et des journalistes. Elle se focalise essentiellement sur la bande à Danny O'Bannion et ses contacts. Les cartes de cette faction ont un fond marron et le signe $ dans un triangle pour symbole.
L’Ordre du Crépuscule d’ArgentLes cartes de cette faction ont un fond gris argenté et un trident dans une croix pattée pour symbole.
CthulhuLes cartes de cette faction ont un fond vert et un calmar pour symbole.
HasturLes cartes de cette faction ont un fond jaune et le signe du Jaune pour symbole.
Yog-SothothLes cartes de cette faction ont un fond violet et une clef pour symbole.
Shub-NiggurathLes cartes de cette faction ont un fond rouge et une tête de chèvre pour symbole.

Monstres du mythe
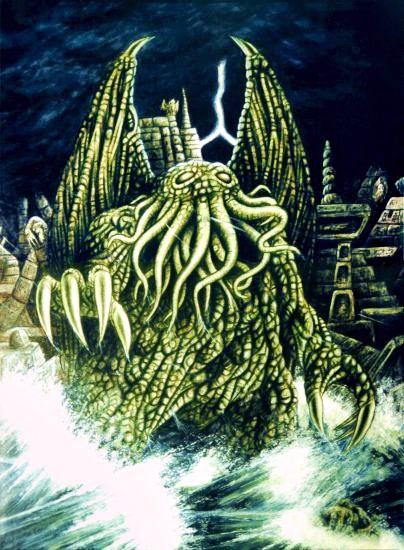
Cthulhu
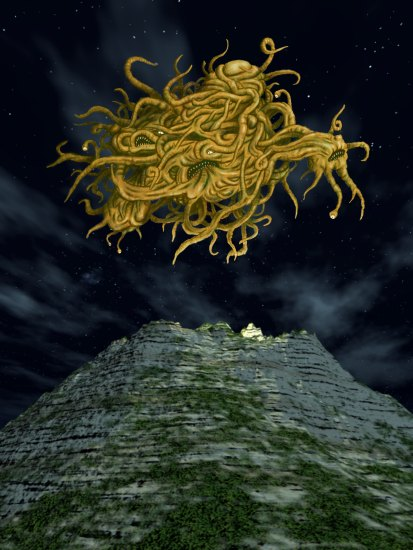
Yog-Sothoth
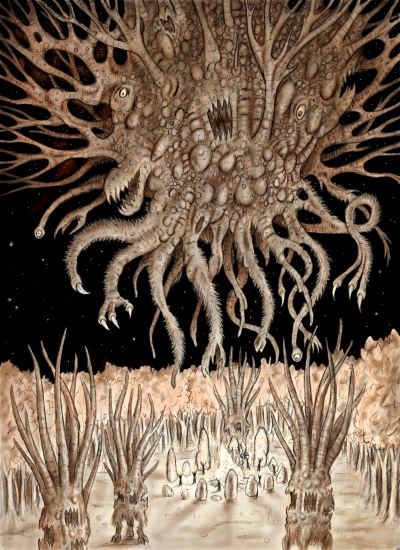
Shub-Niggurath

## Édition française
Edge Entertainment a édité une version française des séries suivantes :
- jeu de cartes à collectionner :
  - Édition des Ténèbres (253 cartes) ;
  - starter set de luxe (boîte de 110 cartes de composition fixe) ;
  - Les Masques de Nyarlathotep (145 cartes) ;
  - Les Cités oubliées (145 cartes) ;
  - paquet promotionnel Yithien (40 cartes dont 7 différentes) ;
  - des cartes promos (9 cartes d’après le site jp.queill.free.fr).
- jeu de cartes évolutif :
  - boîte de base (165 cartes en 1 exemplaire) ;
  - extensions du cycle Les Contrées du Rêve : 6 paquets de 40 cartes dont 20 différentes ;
  - boîte d’extension Les Secrets d’Arkham : 110 cartes dont 60 différentes ;
  - extensions du cycle Le Contrat de Yuggoth : 6 paquets de 60 cartes en triple ;
  - boîte d’extension L’Ordre du Crépuscule d’Argent : 165 cartes en triple, soit 55 cartes différentes ;
  - extensions du cycle Les Rituels de l’Ordre : 6 paquets de 60 cartes en triple ;
  - extensions du cycle Les Invocations de l'Abîme : 6 paquets de 60 cartes en triple.